# Mohammad Ghalibaf
Mohammad Bagher Ghalibaf (Perzisch: محمد باقر قالیباف; Mashhad, 2 september 1961) is een Iraans conservatief politicus. Van 2005 tot 2017 was hij burgemeester van Teheran, in mei 2020 werd hij voorzitter van het Iraanse parlement, de Majlis.
In september 2005 werd hij verkozen tot burgemeester van Teheran als opvolger van Mahmoud Ahmadinejad. In 2013 was hij een van de zes kandidaten in de Iraanse presidentsverkiezingen, die gewonnen werd door Hassan Rohani. In september 2013 werd hij herkozen tot burgemeester van Teheran, wat hij tot 2017 bleef. Na de parlementsverkiezingen van 2020 werd hij gekozen tot voorzitter van dit parlement.